# Eduardo Maura
Eduardo Javier Maura Zorita (Valladolid, 18 de abril de 1981) es un profesor y político español, diputado por Vizcaya en el Congreso durante las XI y XII legislaturas.

## Biografía
Nacido en Valladolid debido al trabajo de su padre, una vez instalado en Bilbao estudió en centros concertados y se licenció en Sociología (2003) y Filosofía (2006) por la Universidad de Deusto. En 2006 se trasladó a Madrid; allí empezó a dar clases en la Universidad Complutense de Madrid y se doctoró en Filosofía (2011). Su labor docente e investigadora se ha desarrollado en el ámbito de la Teoría Crítica, Estética y Filosofía Política. A través de distintos movimientos sociales, como Bolonia o 15-M, llegó a Podemos. Es responsable estatal de Cultura en Podemos. En diciembre de 2015 fue elegido diputado por Vizcaya en el Congreso y reelegido en 2016. Es tataranieto de Antonio Maura, cinco veces presidente del consejo de ministros durante el reinado de Alfonso XIII, y sobrino del también político Fernando Maura. 